# 楠原千秋
楠原 千秋（くすはら ちあき、1975年11月1日 - ）は、日本のプロビーチバレーボール選手（元インドアバレーボール選手）。

## 来歴
愛媛県松山市出身。もともと運動好きであったため、松山市立三津浜小学校3年生の時からバレーボールを始める。強豪校の松山市立三津浜中学校3年生の時には、JOC杯メンバーに選出される。扇城高校（現・東九州龍谷高校）に進み、国体優勝を経験。東京学芸大学3年次にビーチバレーボールを始め、1996年にぴあカップ優勝。インドアでも1997年、インカレ優勝・MVPを獲得（当時の監督は上尾メディックス現監督の吉田敏明）。体育の教員を目指していたが、単位不足により断念。
大学卒業後ダイキに入社。ビーチバレーボールに本格転向。アジア大会では1998年と2002年の2大会連続で銅メダル獲得。
2004年、徳野涼子とのペアでアテネオリンピックに出場。予選敗退。
2005年より湘南ベルマーレスポーツクラブに所属。移籍当初は浦田聖子と組んでいたが、2006年から佐伯美香とのペアでワールドツアーに参戦。
2008年、佐伯とのペアで北京オリンピックに出場。予選敗退。
2009年3月、湘南ベルマーレを退団しフリーに。一度は第一線から退く決意を固めたが、「ロンドン五輪には出ない」などの条件付きで浦田聖子と2年ぶりにペアを再結成。国内最年長の選手としてツアーを転戦。2010年は三木庸子とペアを組む。
2010年のシーズンを最後に一線からの引退の意向を示し、2011年は当初サテライト大会での活動をしていたものの、9月に浅尾美和とのペア結成を表明しツアーに復帰。

## 球歴・受賞歴
- 所属チーム履歴

松山市立三津浜小学校 → 松山市立三津浜中学校 → 扇城高等学校（現・東九州龍谷高等学校）→東京学芸大学→ダイキヒメッツ（1998-2005年）→湘南ベルマーレ（2005-2008年）
- ビーチバレーボールの主な国際大会出場歴
  - オリンピック - 2004年、2008年

## 主な戦歴

### インドア
1991年
- 石川国体少年女子 準優勝

1992年
- 山形国体少年女子 優勝

1997年
- 全日本インカレ - 優勝、MVP

### ビーチバレーボール
1996年　
- ぴあカップ  優勝

1998年
- バンコクアジア大会　3位

2001年
- グランドスラム オーストリア大会  4位

2002年
- 釜山アジア大会　3位

2004年
- ワールドツアー ギリシャ大会　5位
- アテネオリンピック出場　予選敗退

2006年
- ワールドツアー タイ大会　9位
- ドーハアジア大会　5位

2008年
- 北京オリンピック出場　予選敗退